# 사가마
사가마(Sagama, 사르데냐어: Sàgama)는 이탈리아 사르데냐 주 오리스타노도에 있는 코무네이다. 칼리아리에서 북서쪽으로 약 130 킬로미터 (81 mi), 오리스타노에서 북쪽으로 약 40 킬로미터 (25 mi) 떨어져 있다. 2004년 12월 31일 기준 인구는 201명, 면적은 11.6 제곱킬로미터 (4.5 mi2)이다.
사가마는 다음 코무네와 접한다: 플루시오, 스카노 디 몬티페로, 신디아, 수니 (오리스타노도), 틴누라.